# Trigun Stampede
Trigun Stampede (estilizado TRIGUN STAMPEDE) é uma série de anime japonesa que serve como a segunda e reimaginada adaptação da série de mangá Trigun de Yasuhiro Nightow. É animado pelo estúdio Orange e dirigido por Kenji Mutō. A primeira parte da série foi transmitida pela TV Tokyo de janeiro a março de 2023. Uma "fase final" foi anunciada em produção.

## Trama
Num futuro distante, a Terra tornou-se inabitável, forçando a humanidade a evacuar em enormes frotas de colónias em busca de planetas habitáveis. Para sustentar as frotas e as colónias que eventualmente construirão, a humanidade também criou plantas, formas de vida orgânicas artificiais que podem produzir energia limpa e infinita. Em uma frota de colônias, dois irmãos chamados Vash e Nai nascem com uma ligação especial com as plantas e são cuidados por uma mulher chamada Rem Saverem. No entanto, os sistemas de computador da frota da colônia apresentam mau funcionamento repentino, fazendo com que toda a frota pouse no árido planeta Terra de Noman. Rem se sacrifica para salvar Vash e Nai, mas Vash fica mortificado ao saber que Nai foi responsável pelo desastre, enquanto ele tenta matar todos os humanos por explorarem plantas.
Muitos anos depois, os sobreviventes da frota da colônia construíram diversas cidades na superfície da Terra de Noman, sendo totalmente dependentes das plantas para sobreviver às condições hostis. Vash, agora adulto, vagueia pelo deserto sem rumo, tendo sido rotulado de um perigoso bandido apelidado de "Vash the Stampede" ou "Tufão Humanóide", enquanto Nai continua seus esquemas e adota o apelido de "Millions Knives". Enquanto Vash tenta encontrar uma maneira de resolver pacificamente as diferenças entre humanos e plantas, ele se depara com os repórteres investigativos Meryl Stryfe e Roberto De Niro, marcando o ponto de partida de uma nova aventura para os três.

## Elenco de voz
| Personagem           | Voz                                             |
| -------------------- | ----------------------------------------------- |
| Vash the Stampede    | - Yoshitsugu Matsuoka - Tomoyo Kurosawa (jovem) |
| Millions Knives      | - Junya Ikeda - Yumiri Hanamori (jovem)         |
| Meryl Stryfe         | Sakura Ando                                     |
| Nicholas D. Wolfwood | Yoshimasa Hosoya                                |
| Roberto De Niro      | Kenji Matsuda                                   |
| Legato Bluesummers   | Koki Uchiyama                                   |
| Zazie the Beast      | Tarako                                          |
| Rem Saverem          | Maaya Sakamoto                                  |
| William Conrad       | Ryūsei Nakao                                    |

## Produção
O produtor da Toho, Katsuhiro Takei, comentou que para o projeto eles queriam "começar um novo Trigun", comentando que "já existe o mangá original, claro, e há outras adaptações de anime, e cada uma delas são realmente excelentes peças de trabalho que já estão concluídos."  Takei afirmou que com Trigun Stampede eles queriam atrair novos espectadores e não fazê-los pensar que é difícil entrar na série "porque é uma série já conhecida e existente".  Quando Takei abordou o autor original do mangá, Yasuhiro Nightow, para discutir o projeto, Nightow mencionou que a primeira adaptação do anime foi "realmente excelente" e que "qualquer coisa além do anime original é mais um bônus, então você poderia praticamente faça o que quiser com ele."  Nightow afirmou que esteve "envolvido desde o início", e que para fazer "algo totalmente novo", ele entraria e diria algo à equipe se eles fizessem "algo que realmente parecesse estranho"; no entanto, à medida que o roteiro foi desenvolvido, Nightow não encontrou grandes problemas com ele, comentando que "era um novo Trigun, e eu senti que eles foram capazes de entender isso." 
Em relação ao uso da animação 3DCG, Takei comentou que o núcleo do Trigun é "algo que é muito firme" que não é afetado pela introdução de elementos adicionais, expressando: "Eu senti que esse núcleo realmente forte poderia ser adaptado em várias coisas, então eu pensei, bem, neste Trigun vamos fazer 3DCG."  O produtor de animação da Orange, Kiyotaka Waki, comentou que o projeto começou com arte conceitual, seguido pelo desenvolvimento de um mundo para a adaptação, que "não era apenas desenhos, estava cheio de ideias de como poderíamos respeitar aquele velho fator nostalgia e também adicionar novos designs." A arte conceitual e a arte conceitual dos personagens foram feitas porKouji Tajima [ja], que leu o mangá Trigun para interpretá-lo à sua maneira.  O desenvolvimento do projeto durou cerca de cinco anos,  começando em 2017, conforme apontado por Waki, antes da estreia na transmissão da primeira série não coproduzida da Orange, Land of the Lustrous.  A modelagem CG levou um ano e meio antes do lançamento do primeiro trailer em julho de 2022. 
Takei afirmou que enquanto no mangá original e nas adaptações anteriores do anime a história é sempre centrada em Vash, em Trigun Stampede eles "realmente querem focar na profundidade de Vash", então decidiram focar em sua origem, memórias e o tempo que ele passou com Rem e Knives. 
A trilha sonora foi composta por Tatsuya Kato.  Em relação à música, Takei expressou que ao desenvolver a série, considerou a escolha de usar músicas novas, diferentes da trilha sonora da série de 1998 de Tsuneo Imahori. Enquanto desenvolviam o roteiro e a arte conceitual, Takei sentiu que a trilha sonora de Imahori não "se adequaria ao mundo que estamos construindo". 

## Lançamento
Animada pela Orange, a série foi anunciada em junho de 2022.  Foi dirigido por Kenji Mutō, com Tatsurō Inamoto, Shin Okashima e Yoshihisa Ueda escrevendo o roteiro, Kōji Tajima atuando como designer de conceito e creditado com o conceito do personagem, e Nao Ootsu atuando como designer-chefe. Kōdai Watanabe, Tetsurō Moronuki, Takahiko Abiru, Akiko Satō, Soji Ninomiya e Yumihiko Amano desenharam os personagens e Tatsuya Kato compôs a música.   A primeira parte da série foi ao ar na TV Tokyo e outras redes de 7 de janeiro a 25 de março de 2023. A música tema de abertura é "Tombi" de Kvi Baba, enquanto a música tema de encerramento é "Hoshi no Kuzu α" (星のクズ α) da cantora Salyu e do compositor Haruka Nakamura.  Ao final do 12º episódio, foi anunciado que uma “fase final” está em produção. 
A Crunchyroll licenciou a série para lançamento global,  excluindo a Ásia, mas incluindo Filipinas, Singapura, Índia, Paquistão, Butão, Sri Lanka, Bangladesh, Nepal, Cazaquistão e Quirguistão.  A dublagem inglesa estreou em 21 de janeiro de 2023 e apresenta Johnny Yong Bosch reprisando seu papel como Vash.  A Medialink também licenciou a série no Sudeste Asiático e a transmitiu em seu canal Ani-One Asia no YouTube. 